# 3134 Kostinsky
3134 Kostinsky eller A921 VA är en asteroid i huvudbältet, som upptäcktes 5 november 1921 av den sovjetiske astronomen Sergej Beljavskij vid Simeizobservatoriet på Krim. Den har fått sitt namne efterden ryske och sovjetiske astronomen Sergej Kostinskij (1867–1936).
Asteroiden har en diameter på ungefär femtio kilometer och den tillhör asteroidgruppen Hilda.